# Datu Piang
Datu Piang (Bayan ng Datu Piang) är en kommun i Filippinerna. Kommunen ligger på ön Mindanao, och tillhör provinsen Maguindanao. Folkmängden uppgår till 67 303 invånare.

## Barangayer
Datu Piang är indelat i 34 barangayer.
| - Alonganan - Ambadao - Andavit - Bakat - Balanakan - Balong - Buayan - Butilen - Dado - Damabalas - Dapiawan - Dasawao | - Duaminanga - Elian - Ganta - Gawang - Inaladan - Kabengi - Kalipapa - Kitango - Kitapok - Liong - Madia | - Magaslong - Masigay - Montay - Pagatin - Pandi - Penditen - Poblacion (Dulawan) - Reina Regente - Salbu - Sambulawan - Tee |

## Bildgalleri

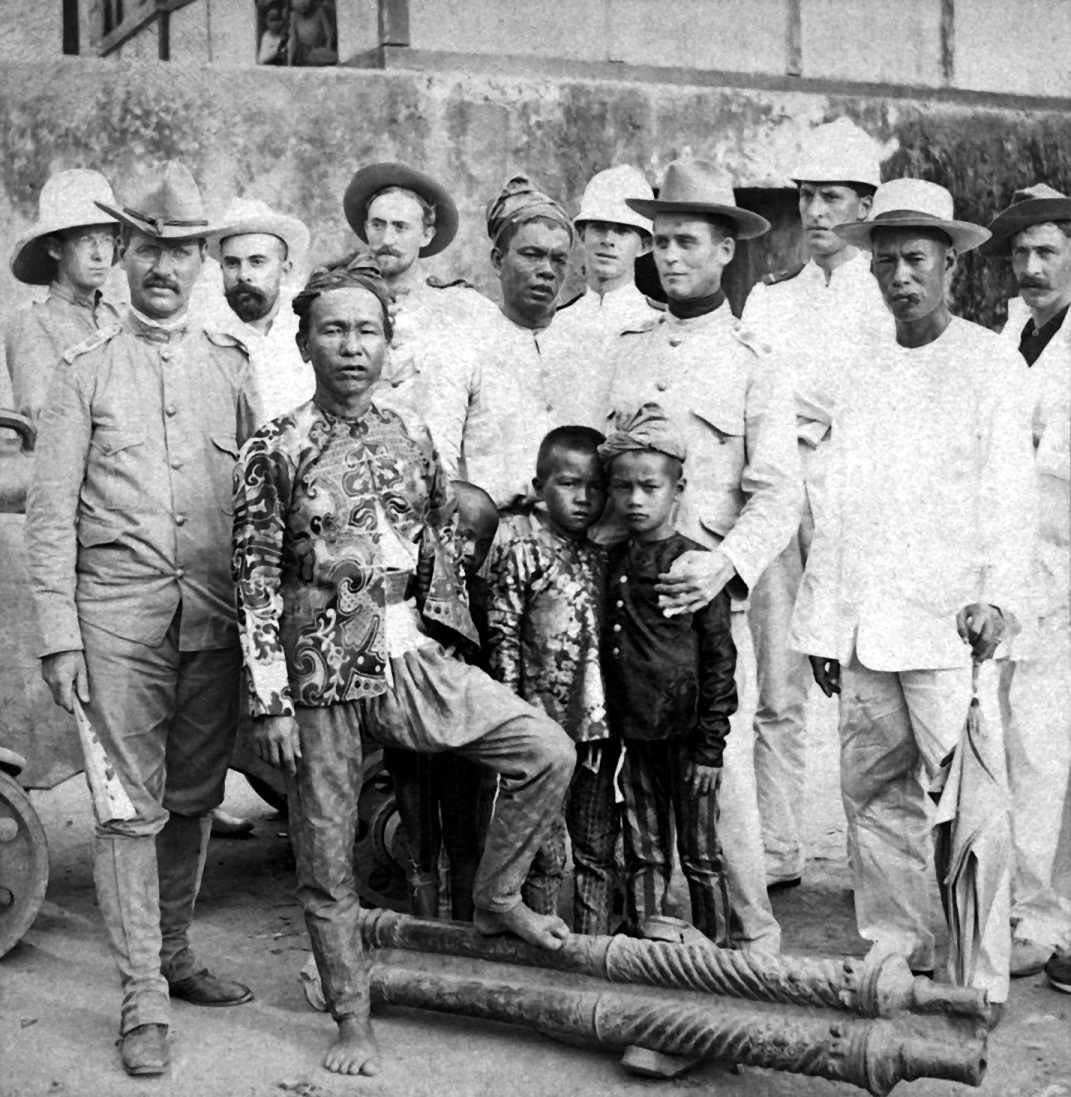